# Convergencia Andaluza
Convergencia Andaluza (CAnda) és un partit polític d'àmbit andalús. Es defineix com a nacionalista andalús. Va ser fundat en març de 2006 a Algesires per militants del Partit Andalusista, sent els més destacats José Ortega Andrade i Francisco Calvo. A més conta entre les seves files amb polítics com Juan Carlos Benavides, exalcalde d'Almuñécar (Granada), també procedent del PA. A les eleccions municipals de 2007, van obtenir 6.994 vots i 10 regidors (tots ells en Almuñecar). CA governa el municipi d'Almuñécar amb 10 dels 21 regidors. A les eleccions al Parlament d'Andalusia de 2008 no es presentaren en la Coalición Andalucista, i concorregueren en solitari.